# La storia di Lady Chatterley
La storia di Lady Chatterley è un film erotico del 1989 diretto da Lorenzo Onorati e tratto dal celebre romanzo di David Herbert Lawrence del 1928.